# 奧利里嶺
奧利里嶺（英語：O'Leary Ridges）是南極洲的山嶺，位於麥克羅伯特森地，屬於查爾斯王子山脈的一部分，長9公里，在1960年根據澳大利亞探險隊拍攝的空中照片繪入地圖，現時由南極條約體系管理。